# Помезеу (комуна)
Помезеу (рум. Pomezeu) — комуна у повіті Біхор в Румунії. До складу комуни входять такі села (дані про населення за 2002 рік):
- Велань-де-Помезеу (678 осіб)
- Кимпань-де-Помезеу (507 осіб)
- Кошдень (690 осіб)
- Лаку-Серат (70 осіб)
- Помезеу (169 осіб) — адміністративний центр комуни
- Спінуш-де-Помезеу (283 особи)
- Сітань (543 особи)
- Хідіш (421 особа)

Комуна розташована на відстані 395 км на північний захід від Бухареста, 41 км на південний схід від Ораді, 99 км на захід від Клуж-Напоки, 140 км на північний схід від Тімішоари.

## Населення
За даними перепису населення 2002 року у комуні проживала 3361 особа.
Національний склад населення комуни:
| Національність | Кількість осіб | Відсоток |
| -------------- | -------------- | -------- |
| румуни         | 3300           | 98,2%    |
| цигани         | 56             | 1,7%     |
| угорці         | 5              | 0,1%     |

Рідною мовою назвали:
| Мова      | Кількість осіб | Відсоток |
| --------- | -------------- | -------- |
| румунська | 3300           | 98,2%    |
| циганська | 56             | 1,7%     |
| угорська  | 5              | 0,1%     |

Склад населення комуни за віросповіданням:
| Релігія        | Кількість осіб | Відсоток |
| -------------- | -------------- | -------- |
| православні    | 2726           | 81,1%    |
| п'ятдесятники  | 612            | 18,2%    |
| баптисти       | 14             | 0,4%     |
| реформати      | 3              | 0,1%     |
| греко-католики | 2              | 0,1%     |
| римо-католики  | 1              | < 0,1%   |
| не релігійні   | 1              | < 0,1%   |